# Uma Musume Pretty Derby
Uma Musume Pretty Derby (ウマ娘 プリティーダービー Uma Musume Puritī Dābī) ist ein Massenmedien-Franchise des japanischen Spieleentwicklers Cygames bestehend aus mehreren Manga-, Anime- und Videospielproduktionen.
Im Zentrum des Franchise stehen so genannte „Uma Musume“ (ウマ娘, auf Deutsch etwa „Pferdemädchen“), die sowohl menschliche als auch tierische Eigenschaften (Pferdeohren und Pferdeschweif) aufweisen und an einer speziellen Akademie ausgebildet werden und an speziellen Rennwettbewerben teilnehmen.
Das Franchise ist in Japan überaus erfolgreich und hatte einen positiven Einfluss auf den heimischen Pferderennsport.

## Konzept
Im Zentrum der Handlung stehen so genannte „Uma Musume“ (ウマ娘), Pferdemädchen mit menschlichen und tierischen Eigenschaften, wie etwa Pferdeohren, Pferdeschweif und einer extrem ausgeprägten Physis. Diese lernen an der Tracen-Akademie alles über den Pferderennsport und nehmen an Pferderennwettbewerben teil.
Das Franchise stellt dabei bekannte japanische Rennpferde in den Fokus. So replizierte die erste Staffel der Animeserie aus dem Jahr 2018 die Karriere von Special Week (1995–2018), indem diese Rennen nachstellte, in denen das Pferd in Wirklichkeit teilgenommen und gewonnen bzw. verloren hat, wie etwa das Satsuki Shō, der Tokyo Yushun oder das Kikuka Shō. Die zweite Staffel des Anime stellte Tokai Teio (1988–2013) in den Vordergrund und zeigte Höhen und Tiefen der Rennkarriere Teios.
Das Franchise kombiniert darüber hinaus den Pferderennsport mit der heimischen Idol-Kultur, indem die Charaktere nach jeden absolvierten Rennen ein Konzert geben und dabei in schicken Gewinnerkostümen auftreten.

## Handlung
Das Pferdemädchen Special Week zieht aus einer ländlichen Gegend aus der Präfektur Hokkaidō in die japanische Hauptstadt Tokio, um an der Tracen-Akademie alles über den Pferderennsport zu lernen und gleichzeitig an Rennwettbewerben teilzunehmen, denn sie hat sich zum Ziel gesetzt, das „beste Pferdemädchen in ganz Japan“ zu werden.
Am Anreisetag hat sie mit diversen Missverständnissen zu kämpfen, sodass sie sich auf dem Weg zum Internat einen Wettbewerb auf der hiesigen Pferderennbahn ansieht. Dabei fällt ihr das Pferdemädchen Silence Suzuka auf, die ihre Kontrahentinnen mit Leichtigkeit hinter sich lassen kann. Angespornt vom Auftritt Silence Suzukas beschließt Special Week an einem Auswahlverfahren teilzunehmen, um im gleichen Team wie sie sein zu können. Allerdings wird sie nicht als neues Teammitglied ausgewählt und landet stattdessen in einer anderen Mannschaft, die bisher sehr unerfolgreich war. Zu ihrer Überraschung wechselt auch Silence Suzuka das Team, sodass die beiden von nun an in der gleichen Mannschaft sind. Mehr noch: Special Week und Silence Suzuka sind im Internat auch Mitbewohnerinnen. Die beiden freunden sich miteinander an und auch die ersten Wettbewerbe von Special Week sind sehr erfolgreich, wodurch sie bei den Zuschauern schnell an Beliebtheit gewinnt.
Doch der Erfolg ist nicht von langer Dauer. Bei einem Gruppe-I-Rennen für das sie sich problemlos qualifizieren konnte, erreichte sie lediglich den dritten Platz. Auch ihre Popularität bei den Zuschauern ebbt ab, sodass sie wieder von vorne anfangen muss.
Die Spiele- und Anime-Produktionen sowie die publizierten Mangareihen stellen jeweils andere Pferdemädchen in den Vordergrund.

## Charaktere
Die Charaktere des Medienfranchise sind nach bekannten japanischen Rennpferden benannt, die in ihrer sportlichen Laufbahn unterschiedlich erfolgreich waren. Dabei dienten sowohl die Karriere als auch die Charakterzüge als Inspiration für die fiktiven Pferdemädchen. Ob das real existierende Vorbild ein Hengst oder eine Stute ist, hängt davon ab, an welchem Ohr das Pferdemädchen ihren Ohrschmuck trägt.

### Uma Musume Pretty Derby
| Charakter           | Synchronsprecher (Japanisch)           | Gruppe             |
| ------------------- | -------------------------------------- | ------------------ |
| Special Week ^      | Azumi Waki                             | Team Spica Anime   |
| Silence Suzuka ^    | Marika Kōno                            | Team Spica Anime   |
| Tokai Taio          | Machico                                | Team Spica Anime   |
| Vodka               | Ayaka Ōhashi                           | Team Spica Anime   |
| Daiwa Scarlet       | Chisa Kimura                           | Team Spica Anime   |
| Gold Ship ^         | Hitomi Ueda                            | Team Spica Anime   |
| Mejiro McQueen ^    | Saori Ōnishi                           | Team Spica Anime   |
| Kitasan Black       | Hinaki Yano                            | Team Spica Anime   |
| Symboli Rudolf      | Azusa Tadokoro                         | Team Rigil Anime   |
| Air Groove          | Ruriko Aoki                            | Team Rigil Anime   |
| Narita Brian ^      | Yūka Aisaka (S1) Rika Kinugawa (ab S2) | Team Rigil Anime   |
| Fuji Kiseki         | Eriko Matsui                           | Team Rigil Anime   |
| Hishi Amazon        | Yuiko Tatsumi                          | Team Rigil Anime   |
| Grass Wonder        | Rena Maeda                             | Team Rigil Anime   |
| El Condor Pasa      | Minami Takahashi                       | Team Rigil Anime   |
| Maruzensky          | Lynn                                   | Team Rigil Anime   |
| Taiki Shuttle       | Yuka Ōtsubo                            | Team Rigil Anime   |
| T.M. Opera O        | Sora Tokui                             | Team Rigil Anime   |
| Daring Tact         | Hina Yōmiya                            | Team Rigil Anime   |
| Nice Nature         | Kaori Maeda                            | Team Canopus Anime |
| Twin Turbo          | Miharu Hanai                           | Team Canopus Anime |
| Ikuno Dictus        | Masumi Tazawa                          | Team Canopus Anime |
| Matikane Tannhauser | Hikaru Tōno                            | Team Canopus Anime |
| Sounds of Earth     | MAKIKO                                 | Team Canopus Anime |
| Royce and Royce     | Rui Tanabe                             | Team Canopus Anime |
| Satono Diamond      | Hina Tachibana                         | Team Capella Anime |
| Satono Crown        | Sayumi Suzushiro                       | Team Capella Anime |
| Rice Shower         | Manaka Iwami                           | Team Sirius Game   |
| Winning Ticket      | Yui Watanabe                           | Team Sirius Game   |
| King Halo           | Iori Saeki                             | Team Ascella Game  |
| Rhein Kraft         | Nanae Kojima                           | Team Ascella Game  |
| Cesario             | Haruka Satō                            | Team Ascella Game  |
| Still in Love       | Saki Miyashita                         | Team Lily Game     |

### Mejiro-Familie
| Charakter     | Synchronsprecher (Japanisch) | Informationen |
| ------------- | ---------------------------- | ------------- |
| Mejiro Ryan   | Afumi Hashi                  |               |
| Mejiro Palmer | Yuri Noguchi                 |               |
| Mejiro Dober  | Hikari Kubota                |               |
| Mejiro Bright | Ayaka Ōnishi                 |               |
| Mejiro Ramonu | Nao Tōyama                   |               |

### Symboli-Familie
| Charakter      | Synchronsprecher (Japanisch) | Informationen |
| -------------- | ---------------------------- | ------------- |
| Sirius Symboli | Fairouz Ai                   |               |
| Symboli Kris S | Meiku Harukawa               |               |

Ein weiterer Charakter der Symboli-Familie ist Speed Symboli. Sie wird im Videospiel allerdings nur namentlich erwähnt.

### Personen der Tracen-Akademie
| Charakter       | Synchronsprecher (Japanisch) | Informationen                 |
| --------------- | ---------------------------- | ----------------------------- |
| Tazuna Hayakawa | Yukiyo Fujii                 |                               |
| Yayoi Akikawa   | Kaori Mizuhashi              |                               |
| Trainer         | Kōji Okino                   | nur in den Anime-Produktionen |
| Hana Tōjō       | Megumi Toyoguchi             | nur in den Anime-Produktionen |
| Minamisaka      | Makoto Furukawa              | nur in den Anime-Produktionen |
| Kuronuma        | Takaya Kuroda                | nur in den Anime-Produktionen |
| Okita           | Hiroshi Tsuchida             | nur in den Anime-Produktionen |
| Tanabe          | Kenichi Ogata                | nur in den Anime-Produktionen |
| Aoi Kiryūin     | Miho Okasaki                 |                               |
| Riko Kashimoto  | Romi Park                    |                               |
| Ryōka Tsurugi   | Rina Satō                    |                               |

### Charaktere in den OVAs und ONAs
Gelistet werden lediglich Charaktere, die in den OVAs und den ONAs ihren ersten Auftritt im Franchise haben. Charaktere, die früher ihren Erstauftritt haben, sind an anderer Stelle bereits gelistet.
| Charakter          | Synchronsprecher (Japanisch) | Erstauftritt             |
| ------------------ | ---------------------------- | ------------------------ |
| Biwa Hayahide      | Yui Kondo                    | OVA BNW’s Oath           |
| Narita Taishin     | Keiko Watanabe               | OVA BNW’s Oath           |
| Narita Top Road    | Kanna Nakamura               | ONA Road to the Top Comp |
| Admire Vega        | Hitomi Sasaki                | ONA Road to the Top Comp |
| Meisho Doto        | Misaki Watada                | ONA Road to the Top Comp |
| Curren Chan        | Yū Sasahara                  | ONA Road to the Top Comp |
| Tanino Gimlet      | Misato Matsuoka              | ONA Umayuru              |
| Tsurumaru Tsuyoshi | Yoshino Aoyama               | ONA Umayuru              |
| Agnes Digital      | Minori Suzuki                | ONA Umayuru              |

### In den Kinofilmen
Gelistet werden nur Charaktere, die in den Kinofilmen erstmals in Erscheinung treten. Charaktere, die zuvor ihren Auftritt im Franchise hatten, werden an anderer Stelle genannt.
| Charakter      | Synchronsprecher (Japanisch) |
| -------------- | ---------------------------- |
| Jungle Pocket  | Yuri Fujimoto                |
| Agnes Tachyon  | Sumire Uesaka                |
| Manhattan Cafe | Yui Ogura                    |
| Dantsu Flame   | Haruna Fukushima             |

### Hauptcharaktere inCinderella Gray
| Charakter        | Synchronsprecher (Japanisch)                     | Informationen   |
| ---------------- | ------------------------------------------------ | --------------- |
| Oguri Cap        | Tomoyo Takayanagi                                | Hauptcharaktere |
| Tamamo Cross     | Naomi Ōzora                                      | Hauptcharaktere |
| Super Creek      | Kana Yūki                                        | Hauptcharaktere |
| Inari One        | Haruno Inoue                                     | Hauptcharaktere |
| Gold City        | Saki Kosaka                                      | Hauptcharaktere |
| Yaeno Muteki     | Ayumi Hinohara                                   | Hauptcharaktere |
| Mejiro Ardan     | Saya Aizawa                                      | Hauptcharaktere |
| Sakura Chiyono O | Ruriko Noguchi                                   | Hauptcharaktere |
| Bamboo Memory    | Kotomi Aihara                                    | Hauptcharaktere |
| Berno Light      | Momoko Seto (Anime) Miyari Nemoto (Vomic)        | Hauptcharaktere |
| Fujimasa March   | Mariya Ise                                       | Hauptcharaktere |
| Jō Kitahara      | Katsuyuki Konishi (Anime) Shogo Nakamura (Vomic) | Hauptcharaktere |

### Weitere Charaktere
| Charakter          | Synchronsprecher (Japanisch) | Erstauftritt                        |
| ------------------ | ---------------------------- | ----------------------------------- |
| Seiun Sky          | Akari Kitō                   | Uma Musume Pretty Derby (Staffel 1) |
| Haru Urara         | Yukina Shuto                 | Uma Musume Pretty Derby (Staffel 1) |
| Mr. C.B.           | Yurina Amami                 | Uma Musume Pretty Derby (Staffel 1) |
| Matikanefukukitaru | Hiyori Nitta                 | Uma Musume Pretty Derby (Staffel 1) |
| Eishin Flash       | Ayami Fujino                 | Uma Musume Pretty Derby (Staffel 1) |
| Zeno Rob Roy       | Haruka Terui                 | Uma Musume Pretty Derby (Staffel 2) |
| Sweep Tosho        | Shiori Sugiura               | Uma Musume Pretty Derby (Staffel 2) |
| Duramente          | Akina                        | Uma Musume Pretty Derby (Staffel 3) |
| Verxina            | Kaya Okuno                   | Uma Musume Pretty Derby (Staffel 3) |
| Vivlos             | Ayasa Itō                    | Uma Musume Pretty Derby (Staffel 3) |
| Tosen Jordan       | Eri Suzuki                   | Uma Musume Pretty Derby (Staffel 3) |
| Orfevre            | Yōko Hikasa                  | Uma Musume Pretty Derby (Staffel 3) |
| Gentildonna        | Yū Serizawa                  | Uma Musume Pretty Derby (Staffel 3) |
| Copano Rickey      | Konomi Inagaki               | Uma Musume Pretty Derby (Staffel 3) |
| Hokko Tarumae      | Sayaka Kikuchi               | Uma Musume Pretty Derby (Staffel 3) |
| Wonder Acute       | Kanoko Sudo                  | Uma Musume Pretty Derby (Staffel 3) |
| Nishino Flower     | Haruna Kawai                 | Uma Musume Pretty Derby (Staffel 3) |
| Nakayama Festa     | Shino Shimoji                | Uma Musume Pretty Derby (Staffel 3) |
| Neo Universe       | Haruka Shiraishi             | Uma Musume Pretty Derby (Staffel 3) |

## Medien

### Live-Events
Zum Franchise gehören Live-Auftritte der Synchronsprecherinnen, die im Fanchise involviert sind. Diese haben unterschiedliche Mottos, umfassen unter anderem Ausstellungen, Interviews, Autogrammstunden und Konzerte. Das erste Event wurde am 1. Juli 2017 veranstaltet.
Das zweite Event fand unter dem Slogan Sound Fanfare! am 14. Oktober 2018 in der Präfektur Chiba statt. Zu der Veranstaltung wurde eine Live-Blu-ray-Disc herausgegeben. Unter dem Leitspruch Winning Dream Stage fand Ende August 2021 das dritte Live-Event statt, welches erstmals zweitägig organisiert wurde. Das vierte Live-Event, Special Dreamers wurde erstmals an mehreren Orten ausgetragen: Im März in Tokio, im Mai in Yokohama, sowie eine spezielle Veranstaltung im November 2022.
Das fünfte Live-Event Arena Tour Go Beyond fand in Form von vier zweitätigen Veranstaltungen mit Konzerten statt. Die ersten beiden Events fanden im Juli und September 2023, die letzten beiden Live-Events im Februar und März 2024 statt.

### Manga-Publikationen

#### Uma Musume Pretty Derby: Haru Urara, Do Your Best!undStarting Gate!
Der erste Web-Manga-Ableger erschien unter dem Titel Uma Musume Pretty Derby: Haru Urara, Do Your Best! (ウマ娘 プリティーダービー ハルウララがんばる! Uma Musume Pretty Derby: Haru Urara Ganbaru!) zwischen dem 8. Mai und dem 11. September 2016 auf der Webseite Cycomics, die von Cygames betrieben wird. Geschrieben wurde der Web-Manga von Katsumi Nakayami, während Huan Yu (ZECO) die Zeichnungen anfertigte. Die Handlung basiert auf der wahren Geschichte des Rennpferds Haru Urara mit dieser als Hauptprotagonistin. Unterstützt wurde die Entstehung des Web-Manga von den Betreibern der Martha-Farm und der Pferderennsportorganisation der Präfektur Kōchi. Der Web-Manga ist nicht mehr abrufbar und wurde nie in gedruckter Form veröffentlicht.
Am 25. März 2017 startete der zweite Web-Manga auf der Cycomics-Webseite. Dieser trägt den Titel Starting Gate!: Uma Musume Pretty Derby (STARTING GATE! -ウマ娘 プリティーダービー- Stātingu Geito!: Uma Musume Pretty Derby) und wurde mit Zeichnungen von S. Kosugi ausgestattet. Die Verlage Shogakukan und Kodansha brachten den Manga in den Jahren 2018 bzw. 2021 in vier bzw. sechs Bänden in physischer Form auf den Markt.

#### UmayonundCinderella Gray
Zwischen dem 30. März 2018 und dem 15. Januar 2021 wurde der Yonkoma-Web-Manga Umayon (うまよん) auf der Webseite Cycomics veröffentlicht. Geschrieben und illustriert wurde die Serie von Jet Kuma. Der Manga wurde nicht offiziell im Tankōbon-Format veröffentlicht, sondern liegt der Blu-ray-Box zur Original Net Animation bei.
Masafumi Sugiura startete die Mangareihe Uma Musume: Cinderella Gray (ウマ娘 シンデレラグレイ, Uma Musume Shinderera Gurei) mit Zeichnungen von Taiyō Kuzumi im Jahr 2020. Die ersten Kapitel erschienen am 11. Juni 2020 im Weekly Shōnen Jump des Verlegers Shūeisha. Der erste gedruckte Band im Tankōbon-Format erschien am 19. Januar 2021. Bis Juni 2025 erschienen 20 Bände der Mangareihe. Die Hauptprotagonistin ist Oguri Cap. Eine Anime-Fernsehserie startet im April 2025 im japanischen Fernsehen.
| N° | Datum             | ISBN              |
| -- | ----------------- | ----------------- |
| 1  | 19. Januar 2021   | 978-4-08-891705-4 |
| 2  | 19. Februar 2021  | 978-4-08-891795-5 |
| 3  | 19. Mai 2021      | 978-4-08-891896-9 |
| 4  | 18. August 2021   | 978-4-08-892050-4 |
| 5  | 17. Dezember 2021 | 978-4-08-892077-1 |
| 6  | 18. Februar 2022  | 978-4-08-892223-2 |
| 7  | 18. Mai 2022      | 978-4-08-892302-4 |
| 8  | 19. August 2022   | 978-4-08-892401-4 |
| 9  | 19. Dezember 2022 | 978-4-08-892533-2 |

#### Uma Musume Pretty Derby Uma Musumeshi,Star BlossomundPisuPisu☆SupiSupi Golshi-chan
Am 2. März 2023 startete mit Uma Musume Pretty Derby Uma Musumeshi (ウマ娘 プリティーダービー うまむすめし) der vierte Web-Manga-Ableger auf Cycomics. Der japanische Verlag Shogakukan verlegt diese Mangareihe in gedruckter Form. Der fünfte Band erschien am 19. Dezember 2024.
Die fünfte Web-Manga-Reihe, Uma Musume Pretty Derby: Star Blossom (ウマ娘 プリティーダービー スターブロッサム Uma Musume Pretty Derby: Sutā Burossamu), startete am 10. April 2023. Geschrieben wird diese Mangaserie von Monjūsaki während Shin Hotani die Zeichnungen anfertigt. Erstmals in der Franchise-Geschichte wurde ein Web-Manga nicht auf der konzerninternen Webseite Cycomics publiziert. Stattdessen erscheinen die Kapitel auf den Webpräsenzen Shōnen Jump+, Tonari no Young Jump sowie in der Mobile-App YanJan!. Protagonistin dieser Mangaserie ist das Pferdemädchen Sakura Laurel. Bis September 2024 wurde der Manga in drei Bänden zusammengefasst; der vierte Band wurde für März 2025 angekündigt.
Ein sechster Web-Manga, welcher Gold Ship in den Vordergrund stellt, startete am 29. November 2023 auf der Weekly CoroCoro Comics-Internetseite des Verlages Shogakukan. Die Mangareihe, die von Naoki Shibata geschrieben und gezeichnet wird, heißt Uma Musume PisuPisu☆SupiSupi Golshi-chan (ウマ娘 ピスピス☆スピスピ ゴルシちゃん). Bis Dezember 2024 erschienen drei Bände im Tankōbon-Format.

### Anime-Produktionen

#### Uma Musume Pretty Derby(2018–2023)
Die dreizehn Folgen umfassende erste Staffel der Anime-Fernsehserie wurde zwischen dem 2. April und dem 18. Juni 2018 im japanischen Fernsehen gezeigt. Diese entstand unter der Regie von Kei Oikawa im Animationsstudio P.A. Works, wobei das Drehbuch von Masafumi Sugiura und Akihiko Ishihara geschrieben wurde. Die Serienmusik wurde von Utamaro Movement geschrieben. Die Synchronsprecherinnen der sieben Hauptcharaktere sangen in ihren Rollen sowohl das Lied Make Debut! als auch das Stück Grow Up Shine!, die in der Vor- bzw. Abspannsequenz zu hören sind. Eine dreiteilige Original Video Animation unter dem Titel BNW no Chikai wurde auf der vierten Blu-ray-Disc zur ersten Staffel veröffentlicht, die am 19. Dezember 2018 in Japan erschien.
Eine zweite Staffel, mit ebenfalls 13 Episoden, erschien zwischen dem 5. Januar und dem 30. März 2021 in Japan. Diese entstand nach einem Studiowechsel zu Studio Kai erneut unter der Regie von Kei Oikawa. Der musikalische Vorspann Yume o Kakeru wurde von den Synchronsprecherinnen der Charaktere Special Week, Silence Suzuka, Tōkai Teiō, Vodka, Daiwa Scarle, Gold Ship und Mejiro McQueen eingesungen. Zur Feier des einjährigen Bestehens des Smartphone-Spiels wurde im Februar 2022 eine spezielle Animation auf YouTube veröffentlicht. Im Zuge des vierten Live-Events wurden sowohl die Produktion einer dritten Staffel von Uma Musume Pretty Derby als auch die Original Net Animation (ONA) Uma Musume: Road to the Top angekündigt.
Die dritte Staffel entstand erneut im Studio Kai, abermals unter Regisseur Oikawa. Shingo Nagai und Tetsuya Kobari fertigten für die dritte Staffel das Drehbuch an. Die dritte Staffel lief zwischen dem 5. Oktober und dem 28. Dezember 2023 in Japan. Crunchyroll zeigte alle drei Staffeln der Animeserie im Originalton mit englischen Untertiteln; Im deutschsprachigen Raum wurden lediglich die zweite und dritte Staffel mit deutscher Untertitelung im Simulcast gezeigt.

#### UmayonundUmayuru(2022)
Zum Yonkoma-Manga Umayon (うまよん) wurde eine 24-teilige Animeserie produziert, die unter der Regie von Seiya Miyajima bei DMM.futureworks und dem W-Toon Studio entstand. Am 5. Mai 2022 wurde die Produktion einer Kurzanimeserie bestätigt, die den Titel Umayuru (うまゆる) trägt. Diese entstand unter der Regie von Miyajima, der zuvor bereits bei der Anfertigung von Umayon als Regisseur beteiligt war, im Studio Scooter Films. Die ersten drei Folgen des 24 Episoden zählenden Kurzanime wurde am 16. Oktober 2022 auf YouTube veröffentlicht.

#### Road to the TopundBegin of a New Era(2023–2024)
Die vierteilige ONA Road to the Top, die bereits 2022 angekündigt wurde, entstand im konzerninternen Animationsstudio CygamesPictures unter der Regie von Chengzhi Liao. Die vier Episoden wurden ab dem 16. April 2023 auf dem YouTube-Kanal des Medienfranchises veröffentlicht. Die ONA wurde später mit zusätzlichen Szenen zu einem Compilation-Film zusammengefasst und ab dem 10. Mai 2024 in den japanischen Kinos gezeigt, zwei Wochen vor der Premiere des Kinofilms Uma Musume: Begin of a New Era, der am 24. Mai in den heimischen Lichtspielhäusern anlief. Begin of a New Era entstand bei CygamesPictures, wobei Ken Yamamoto als Regisseur fungierte und Kiyoko Yoshimura das Drehbuch schrieb. Der Film wurde international in Hongkong und auf Taiwan gezeigt.

#### Cinderella Gray(2025–)
Im August 2024 wurde bekannt, dass sich eine Anime-Produktion zum Manga Cinderella Gray in Arbeit befindet. Die Split-Cour-Serie entsteht unter der Regie von Takehiro Miura und Yūki Itō, während die Serienmusik von Kenji Kawai geschrieben wird. Der Serienstart des Anime ist im April 2025.

### Bühnenspiel
Zwischen dem 15. und 29. Januar 2023 wurde ein Bühnenspiel unter dem Namen Uma Musume Pretty Derby: Sprinters’ Story (舞台「ウマ娘 プリティーダービー」〜Sprinters’ Story〜) im Shinagawa Prince Hotel in Tokio aufgeführt. Die Handlung folgt den Pferdemädchen  Daitaku Helios, Yamanin Zephyr, Daiichi Ruby und K.S. Miracle, die am Takamatsunomiya Kinen teilnehmen.

### Videospiele

#### Uma Musume Pretty Derby
Ein Videospiel wurde im Jahr 2016 angekündigt. Ein von P.A. Works produzierter Werbetrailer für das Spiel wurde während der AnimeJapan-Messe gezeigt. Ursprünglich war geplant, dass das Spiel Ende des Jahres 2018 online geht. Allerdings wurde eine offizielle Veröffentlichung des Spiels aus Qualitätsgründen verschoben, sodass es schließlich am 24. Februar 2021 in die japanischen Appstores kam. Eine Version für Windows-Computer erschien in Japan knapp drei Wochen später.
Seit dem 26. Juni 2025 ist das Videospiel weltweit für Android, iOS und über Steam für den Computer erhältlich. Bei dem Spiel handelt es sich um ein Free-to-Play-Spiel mit Gatcha-Mechaniken und der Möglichkeit zu In-Game-Käufen. In dem Spiel zieht man im Zufallsverfahren sein Team aus Umamusume (Pferdemädchen), mit dem man seinen ausgewählten Hauptcharakter trainiert und versucht in so viele Pferderennen wie möglich die Platzierungsvorgaben zu erfüllen. Wenn man die Platzierungsvorgaben nicht erreicht, gilt die Karriere, des Umamusume, als beendet und man fängt die Karriere wieder von vorne an. Für den Fortschritt in der Karriere erhält man Belohnungen, die einem bei einem neuen Karriere-Start helfen.

#### Uma Musume Pretty Derby: Party Dash
Während eines Nintendo-Direct-Streams am 21. Juni 2023 wurde die Produktion eines Konsolenspiels offiziell bestätigt. Das Spiel mit dem Titel Uma Musume Pretty Derby: Party Dash (offizieller jap. Titel: ウマ娘 プリティーダービー 熱血ハチャメチャ大感謝祭 Uma Musume Puritī Dābī Nekketsu Hachamecha Daikanshasai) erschien am 30. August 2024 für die Nintendo Switch, die PlayStation 4 sowie für Windows.

## Analyse
Leo Chu schrieb in seinem Beitrag Industries of Purity: Horses, Idols, and Affective Economy in Uma Musume Pretty Derby, das im Frühjahr 2023 im Magazin Configurations publiziert wurde, dass das Franchise versuche den Moe-Affekt zu triggern. Dies werde durch das Anregen der Fantasie des Publikums bezüglich eines unmittelbaren Kontaktes zu den „Pferdemädchen“ ermöglicht, während gleichzeitig versucht wird, Empathie für die virtuellen Existenzen über verschiedenste Medien aufzubauen. Obwohl das Franchise versuche, seine Charaktere in Form von Merchandising-Artikel, wie etwa Figuren und Musik-CDs oder Live-Events, wie Konzerte oder Varietyshows zu monetarisieren, sei es vor allem das Videospiel, dass für die Bildung einer emotionalen Investition zu den Charakteren sorge.
Das Smartphonespiel ist besonders bei der männlichen Bevölkerung beliebt. So waren 95 Prozent der registrierten Spieler, die das Spiel in der Veröffentlichungswoche installierten, Männer. Davon waren 80 Prozent, männlich und unter 40 Jahre alt.

## Streitigkeiten
Am 31. März 2023 reichte der japanische Spieleentwickler Konami eine Schadenersatzklage gegen Cygames und dessen Mutterkonzern CyberAgent vor dem Präfekturgericht Tokio ein. Das Unternehmen bezichtigt Cygames bei der Entwicklung von Uma Musume diverse Patente missbraucht zu haben. Konami forderte in dieser Klage Cygames auf, die digitale Produktion des Spiels zu pausieren und ersucht zudem Schadenersatz von mehr als vier Milliarden Yen.

## Erfolg

### Videospiele
Zehn Monate nach seiner Veröffentlichung erwirtschaftete das Smartphone-Spiel rund 965 Millionen US-Dollar in Japan und avancierte so zum kommerziell neunterfolgreichsten Videospiel des Jahres 2021. Im April 2023 konnte das Spiel die Einnahmen auf rund zwei Milliarden US-Dollar steigern.
Im Jahr 2022 zeigte der Streaminganbieter Abema, der wie Cygames ebenfalls zur Unternehmensgruppe CyberAgent gehört, alle 64 Spiele der Fußball-Weltmeisterschaft aus Katar kostenfrei. Die Lizenzgebühren konnten größtenteils durch die Einnahmen des Smartphone-Spiels gezahlt werden.
Ende des Jahres 2021 wurde das Smartphone-Spiel von Google Play Japan als Bestes Spiel des Jahres ausgezeichnet und erhielt auch den Preis bei der Nutzerabstimmung. Zudem wurde das Franchise 2022 bei den Seiyū Awards mit dem Game Award ausgezeichnet.

### Manga
Der Ableger-Manga Cinderella Gray erhielt eine Nominierung bei den siebten Next Manga Awards und wurde auf Platz zwei gewählt und musste lediglich der Mangareihe Mein*Star von Aka Akasaka den Vortritt lassen.

### Anime
Die Blu-ray-Veröffentlichung der zweiten Staffel von Uma Musume Pretty Derby brach den Rekord für die meisten Verkäufe innerhalb der ersten Verkaufswoche. So verkaufte sich das erste Volume etwas mehr als 112.000 mal, wobei höhere Absatzzahlen möglich gewesen wären. Zum Jahresende wurde alleine das erste Volume der zweiten Staffel knapp 210.000 mal verkauft. Dadurch avancierte der Titel zwischenzeitlich zur meistverkauften Heimvideoveröffentlichung einer Animeserie in Japan.
Der Compilation-Film Uma Musume: Road to the Top landete auf Platz sechs der heimischen Box-Office-Charts und spielte innerhalb der ersten drei Tage knapp 70 Millionen Yen, rund 440.000 US-Dollar, ein. Der Kinofilm Begin of a New Era, der zwei Wochen später in Japan anlief, erreichte mit 226.000 verkauften Tickets und Einnahmen von 354 Millionen Yen Platz zwei der Box-Office-Charts in Japan.

### Allgemein
In einem Interview im Shũkan Gallo, das im Dezember 2021 erschien, lobte Masayuki Gotō, Vorsitzender der Japan Racing Association, Uma Musume Pretty Derby für seinen positiven Einfluss auf den Pferderennsport in Japan. Im März 2022 wurde das Franchise mit dem Excellence Award ausgezeichnet, der im Rahmen der AMD Awards verliehen wird.
Die Band der Japanischen Maritimen Selbstverteidigungskräfte spielte im Mai 2023 anlässlich des Yushun-Himba-Rennen auf dem Tokyo Racecourse mehrere Lieder aus Uma Musume, darunter Glorious Moment! und Girls’ Legend U.

### Belege
1. ↑  Leo Chu: Industries of Purity: Horses, Idols, and Affective Economy in Uma Musume Pretty Derby. In: Johns Hopkins University Press (Hrsg.): Configurations. Band 31, Nr. 2. Baltimore, Maryland 2023, S. 133–158, 134, doi:10.1353/con.2023.a899691.
2. 1 2 3  Leo Chu: Industries of Purity: Horses, Idols, and Affective Economy in Uma Musume Pretty Derby. In: Johns Hopkins University Press (Hrsg.): Configurations. Band 31, Nr. 2. Baltimore, Maryland 2023, S. 133–158, 136, doi:10.1353/con.2023.a899691.
3. ↑  Remy Fool: The Hint Revealing Which Horse Girls Were Mares in Real Life as Seen in “Uma Musume – Pretty Derby”. In: Remyfoolblog.com. 23. Mai 2018, abgerufen am 23. Januar 2025 (englisch).
4. 1 2 3 4 5 6 7 8  Synchronsprecher:
  - Sprecherliste: Uma Musume Pretty Derby (Staffel 1). In: AniSearch.de. Abgerufen am 23. Januar 2025.
  - Sprecherliste: Uma Musume Pretty Derby (Staffel 2). In: AniSearch.de. Abgerufen am 23. Januar 2025.
  - Sprecherliste: Uma Musume Pretty Derby (Staffel 3). In: AniSearch.de. Abgerufen am 23. Januar 2025.
  - Sprecherliste: Uma Musume Cinderella Gray. In: AniSearch.de. Abgerufen am 23. Januar 2025.
  - Sprecherliste: Uma Musume Pretty Derby Beginning of a New Era (Film, 2024). In: AniSearch.de. Abgerufen am 23. Januar 2025.
  - Jennifer Sherman: Uma Musume Pretty Derby Project's Anime, Game Promo Videos Streamed. In: Anime News Network. 1. Juli 2017, abgerufen am 23. Januar 2025 (amerikanisches Englisch).
  - Egan Loo: Uma Musume Pretty Derby TV Anime Season 2's Video Reveals New Cast, Staff & Studio Change, Song Info, January 4 Debut. In: Anime News Network. 19. Dezember 2020, abgerufen am 23. Januar 2025 (amerikanisches Englisch).
  - Rafael Antonio Pineda: Uma Musume Pretty Derby Project Reveals 41 New Cast Members. In: Anime News Network. 4. Juli 2017, abgerufen am 23. Januar 2025 (amerikanisches Englisch).
  - Rafael Antonio Pineda: Uma Musume Pretty Derby Game's Trailer Reveals Winter Release. In: Anime News Network. 4. Juli 2018, abgerufen am 23. Januar 2025 (amerikanisches Englisch).
  - 「ウマ娘」の新キャラクターにラインクラフト、エアメサイア、デアリングハートが登場！ In: Nikkan Sports. 4. Februar 2024, abgerufen am 23. Januar 2025 (japanisch).
  - 『ウマ娘』新たに9キャラ発表で話題 オルフェーヴルやジェンティルドンナ…「やばすぎ!」「ビビった!」. In: Oricon. 22. Februar 2024, abgerufen am 23. Januar 2025 (japanisch).
  - 『ウマ娘』アニメ3期で新ウマ娘「ヴィルシーナ」「ヴィブロス」登場！シュヴァルグランの姉妹で勝気&小悪魔なお嬢様たち. In: Inside-games.jp. 16. November 2023, abgerufen am 23. Januar 2025 (japanisch).
5. ↑  『ウマ娘』初のライブイベントをレポート。キャスト全員の“願掛け絵馬”は必見. In: Dengeki Online. 4. Juli 2017, abgerufen am 23. Januar 2025 (japanisch).
6. ↑  NiShi: トレーナーたちを巻き込んだ演出で会場が熱狂の渦に！ 『ウマ娘 プリティーダービー』 2ndイベント“Sound Fanfare！”リポート. In: Famitsu. 15. Oktober 2018, abgerufen am 23. Januar 2025 (japanisch).
7. ↑  ウマ娘 3rd EVENT「WINNING DREAM STAGE」. In: Umamusume.jp. Abgerufen am 23. Januar 2025 (japanisch).
8. ↑  “ウマ娘 プリティーダービー 4th EVENT SPECIAL DREAMERS!! EXTRA STAGE”の展示ゾーン＆物販情報が公開。自分自身が育成ウマ娘になれるフォトスポットなどが登場. In: Famitsu. 14. Oktober 2022, abgerufen am 23. Januar 2025 (japanisch).
9. ↑  Cygames、『ウマ娘』初のドーム公演「4th EVENT SPECIAL DREAMERS!! EXTRA STAGE」描き下ろしイラストや出走者第2弾などの続報を公開. In: Gamebiz.jp. 21. August 2022, abgerufen am 23. Januar 2025 (japanisch).
10. ↑  Gyaruson Yashiro: 『ウマ娘』5th EVENT 第1公演 DAY1（横浜）リポート。三女神が満を持して参戦！ そしてまさかのライブ内舞台上演にトレーナーたちの涙腺が崩壊. In: Famitsu. 15. Juli 2023, abgerufen am 23. Januar 2025 (japanisch).
11. ↑  広大な会場で繰り広げられたウマ娘達の熱いお祭り2Days「ウマ娘 プリティーダービー 5th EVENT ARENA TOUR GO BEYOND -GAZE-」レポート. In: Spice.eplus.jp. 23. September 2023, abgerufen am 23. Januar 2025 (japanisch).
12. ↑  『ウマ娘』初期支えた3人 久々ステージに高野麻里佳が涙…和氣あず未&Machicoも感動【セットリストあり】. In: Oricon. 4. Februar 2024, abgerufen am 23. Januar 2025 (japanisch).
13. ↑  ウマ娘達の新たなドラマへの胎動が大阪を熱くさせた！『ウマ娘 プリティーダービー 5th EVENT ARENA TOUR GO BEYOND -NEW GATE-』DAY2レポート. In: Spice.eplus.jp. 25. März 2024, abgerufen am 23. Januar 2025 (japanisch).
14. ↑  Cygamesの無料マンガサービス「サイコミ」作品を紹介. In: Natalie.mu. 11. Mai 2016, abgerufen am 23. Januar 2025 (japanisch).
15. ↑  「ＳＴＡＲＴＩＮＧ　ＧＡＴＥ！　ウマ娘プリティーダービー」既刊・関連作品一覧. In: Kodansha. Abgerufen am 23. Januar 2025 (japanisch).
16. ↑  ＳＴＡＲＴＩＮＧ　ＧＡＴＥ！　－ウマ娘プリティーダービー－ １. In: Shogakukan. Abgerufen am 23. Januar 2025 (japanisch).
17. ↑  Rafael Antonio Pineda: Uma Musume Spinoff Anime Umayon's Video Reveals Staff, July 7 Debut. In: Anime News Network. 11. Juni 2020, abgerufen am 23. Januar 2025 (amerikanisches Englisch).
18. ↑  「ウマ娘」オグリキャップが怪物と呼ばれるまで描く新連載がヤンジャンで. In: Natalie.mu. 11. Juni 2020, abgerufen am 23. Januar 2025 (japanisch).
19. ↑  【1月19日付】本日発売の単行本リスト. In: Natalie.mu. 19. Januar 2021, abgerufen am 23. Januar 2025 (japanisch).
20. 1 2  『ウマ娘』新作漫画に反響 サクラローレルの物語に「もう泣いてる」 ゲームのガチャにも登場. In: Oricon. 10. April 2023, abgerufen am 23. Januar 2025 (japanisch).
21. 1 2  Egan Loo: Uma Musume: Cinderella Gray Anime's 2nd Teaser Unveils More Cast, Co-Director & Composer, April Debut of 1st of 2 Parts. In: Anime News Network. 25. Dezember 2024, abgerufen am 23. Januar 2025 (amerikanisches Englisch).
22. ↑  ウマ娘 シンデレラグレイ 1／久住 太陽／杉浦 理史／伊藤 隼之介／Cygames | 集英社 ― SHUEISHA ―. Abgerufen am 21. Februar 2025.
23. ↑  ウマ娘 シンデレラグレイ 2／久住 太陽／杉浦 理史／伊藤 隼之介／Cygames | 集英社 ― SHUEISHA ―. Abgerufen am 21. Februar 2025.
24. ↑  ウマ娘 シンデレラグレイ 3／久住 太陽／杉浦 理史／伊藤 隼之介／Cygames | 集英社 ― SHUEISHA ―. Abgerufen am 21. Februar 2025.
25. ↑  ウマ娘 シンデレラグレイ 4／久住 太陽／杉浦 理史／伊藤 隼之介／Cygames | 集英社 ― SHUEISHA ―. Abgerufen am 22. Februar 2025.
26. ↑  ウマ娘 シンデレラグレイ 5／久住 太陽／杉浦 理史／伊藤 隼之介／Cygames | 集英社 ― SHUEISHA ―. Abgerufen am 22. Februar 2025.
27. ↑  ウマ娘 シンデレラグレイ 6／久住 太陽／杉浦 理史／伊藤 隼之介／Cygames | 集英社 ― SHUEISHA ―. Abgerufen am 22. Februar 2025.
28. ↑  ウマ娘 シンデレラグレイ 7／久住 太陽／杉浦 理史／伊藤 隼之介／Cygames | 集英社 ― SHUEISHA ―. Abgerufen am 23. Februar 2025.
29. ↑  ウマ娘 シンデレラグレイ 8／久住 太陽／杉浦 理史／伊藤 隼之介／Cygames | 集英社 ― SHUEISHA ―. Abgerufen am 23. Februar 2025.
30. ↑  ウマ娘 シンデレラグレイ 9／久住 太陽／杉浦 理史 ＆ Pita／伊藤 隼之介／Cygames | 集英社 ― SHUEISHA ―. Abgerufen am 23. Februar 2025.
31. ↑  Joanna Cayanan: Uma Musume Pretty Derby Gets New Spinoff Manga. In: Anime News Network. 23. Februar 2023, abgerufen am 23. Januar 2025 (japanisch).
32. ↑  【12月19日付】本日発売の単行本リスト. In: Natalie.mu. 19. Dezember 2024, abgerufen am 23. Januar 2025 (japanisch).
33. ↑  『ウマ娘』第1部最終章前編“夢の原石”3/18配信決定。新キャラやサクラローレルの新作漫画情報も【4thイベントDAY2発表まとめ】. In: Famitsu. 6. März 2022, abgerufen am 23. Januar 2025 (japanisch).
34. ↑  Rafael Antonio Pineda: Uma Musume Pretty Derby: Star Blossom Manga Launches on April 10. In: Anime News Network. 29. März 2023, abgerufen am 23. Januar 2025 (amerikanisches Englisch).
35. ↑  『ウマ娘』“サクラローレル”を描く新作漫画は集英社『少年ジャンプ+』『ヤンジャン！』『となりのヤングジャンプ』の3媒体同時掲載！ In: Famitsu. 5. Mai 2022, abgerufen am 23. Januar 2025 (japanisch).
36. ↑  【9月19日付】本日発売の単行本リスト. In: Natalie.mu. 19. September 2024, abgerufen am 23. Januar 2025 (japanisch).
37. ↑  Joanna Cayanan: Uma Musume Pretty Derby Reveals New Manga Adaptation's Title, Late November Launch. In: Anime News Network. 16. November 2023, abgerufen am 23. Januar 2025 (amerikanisches Englisch).
38. ↑  「ウマ娘 ゴルシちゃん」3巻にシンデレラグレイとのコラボ回収録　書店でカード配布も. In: Natalie.mu. 18. Dezember 2024, abgerufen am 23. Januar 2025 (japanisch).
39. ↑  Alex Mateo: Uma Musume Pretty Derby Anime Premieres on April 1. In: Anime News Network. 9. März 2019, abgerufen am 23. Januar 2025 (amerikanisches Englisch).
40. ↑  Crystalyn Hodgkins: Uma Musume Pretty Derby Anime Reveals Visual, Staff. In: Anime News Network. 9. September 2017, abgerufen am 23. Januar 2025 (amerikanisches Englisch).
41. ↑  Egan Loo: Uma Musume Pretty Derby Anime Reveals Cast, Theme Song, Visual. In: Anime News Network. 25. Februar 2018, abgerufen am 23. Januar 2025 (amerikanisches Englisch).
42. 1 2  Egan Loo: Uma Musume Pretty Derby TV Anime Gets 2nd Season in 2021. In: Anime News Network. 22. September 2020, abgerufen am 23. Januar 2025 (amerikanisches Englisch).
43. 1 2  Egan Loo: Uma Musume Pretty Derby TV Anime Season 2's Video Reveals New Cast, Staff & Studio Change, Song Info, January 4 Debut. In: Anime News Network. 19. Dezember 2020, abgerufen am 23. Januar 2025 (amerikanisches Englisch).
44. ↑  Alex Mateo: Uma Musume Pretty Derby Gets Special Anime to Commemorate Game's 1st Anniversary. In: Anime News Network. 22. Februar 2022, abgerufen am 24. Januar 2025 (amerikanisches Englisch).
45. 1 2  Joanna Cayanan: Uma Musume Pretty Derby TV Anime Gets 3rd Season. In: Anime News Network. 6. November 2022, abgerufen am 24. Januar 2025 (amerikanisches Englisch).
46. ↑  Alex Mateo: Uma Musume Pretty Derby Season 3 Anime Reveals Promo Video, Visual, October 4 Premiere. In: Anime News Network. 22. August 2023, abgerufen am 24. Januar 2025 (amerikanisches Englisch).
47. ↑  Nico Lang: Crunchyroll: Acht neue Winter-Simulcasts angekündigt. In: Anime2you.de. 22. Dezember 2020, abgerufen am 24. Januar 2025.
48. ↑  Sarah Dumann: Crunchyroll kündigt acht neue Herbst-Simulcasts 2023 an. In: Anime2you.de. 4. Oktober 2023, abgerufen am 24. Januar 2025.
49. ↑  Rafael Antonio Pineda: Uma Musume Spinoff Anime Umayon's Video Reveals Staff, July 7 Debut. In: Anime News Network. 11. Juni 2020, abgerufen am 24. Januar 2025 (amerikanisches Englisch).
50. ↑  Egan Loo: Uma Musume Franchise Also Gets New Short Anime Series This Fall. In: Anime News Network. 5. Mai 2022, abgerufen am 24. Januar 2025 (amerikanisches Englisch).
51. ↑  Alex Mateo: Uma Musume Franchise's New Short Anime Series Uma Yuru Premieres on October 16. In: Anime News Network. 27. September 2022, abgerufen am 24. Januar 2025 (amerikanisches Englisch).
52. ↑  Alex Mateo: Uma Musume Pretty Derby Season 3 Anime's Trailer Reveals 2023 Premiere. In: Anime News Network. 22. Februar 2023, abgerufen am 24. Januar 2025 (amerikanisches Englisch).
53. ↑  Anita Tai: Uma Musume: Road to the Top Anime Gets Compilation Film With Some New Scenes. In: Anime News Network. 23. März 2024, abgerufen am 24. Januar 2025 (amerikanisches Englisch).
54. ↑  Alex Mateo: Uma Musume Pretty Derby Franchise Gets Anime Film in May 2024. In: Anime News Network. 27. Dezember 2023, abgerufen am 24. Januar 2025 (amerikanisches Englisch).
55. ↑  Rafael Antonio Pineda: Uma Musume Pretty Derby: Beginning of a New Era Anime Film Opens in Hong Kong on August 1. In: Anime News Network. 8. Juli 2024, abgerufen am 24. Januar 2025 (amerikanisches Englisch).
56. ↑  Rafael Antonio Pineda: Uma Musume Pretty Derby: Beginning of a New Era Anime Film Opens in Taiwan on August 2. In: Anime News Network. 6. Juni 2024, abgerufen am 24. Januar 2025 (amerikanisches Englisch).
57. ↑  Alex Mateo: Uma Musume: Cinderella Gray Manga Gets TV Anime in 2025. In: Anime News Network. 23. August 2024, abgerufen am 24. Januar 2025 (amerikanisches Englisch).
58. ↑  Norihiko Ike: 「舞台『ウマ娘 プリティーダービー』～Sprinters' Story～」ゲネプロレポート. In: Game.watch.impress.co.jp. 15. Januar 2023, abgerufen am 24. Januar 2025 (japanisch).
59. ↑  Rafael Antonio Pineda: Cygames' Uma Musume Pretty Derby Game Gets TV Anime By P.A. Works. In: Anime News Network. 25. März 2017, abgerufen am 24. Januar 2025 (amerikanisches Englisch).
60. ↑  Rafael Antonio Pineda: Uma Musume Pretty Derby Game's Trailer Reveals Winter Release. In: Anime News Network. 2. Juli 2018, abgerufen am 24. Januar 2025 (amerikanisches Englisch).
61. ↑  Crystalyn Hodgkins: Uma Musume Pretty Derby Smartphone Game Delayed. In: Anime News Network. 15. Dezember 2018, abgerufen am 24. Januar 2025 (amerikanisches Englisch).
62. ↑  ゲーム『ウマ娘』2年の延期経て配信開始 事前登録60万人の注目作品. In: Oricon. 24. Februar 2021, abgerufen am 24. Januar 2025 (japanisch).
63. ↑  Sal Romano: Uma Musume: Pretty Derby coming to PC on March 10 in Japan. In: Gematsu. 9. Februar 2021, abgerufen am 24. Januar 2025 (amerikanisches Englisch).
64. ↑  " Umamusume: Pretty Derby  English Version Launches on June 26, 2025" - Games Press. Abgerufen am 8. Juli 2025.
65. ↑  Alex Mateo: Umamusume: Pretty Derby Game Gets English Release. In: Anime News Network. 24. Juni 2024, abgerufen am 24. Januar 2025 (amerikanisches Englisch).
66. ↑  Rafael Antonio Pineda: Cygames Unveils Umamusume: Pretty Derby - Party Dash Game for 2024 Release. In: Anime News Network. 21. Juni 2023, abgerufen am 24. Januar 2025 (amerikanisches Englisch).
67. ↑  Anita Tai: Uma Musume: Pretty Derby Console Game's Video Details Mini-Games, August 30 Launch. In: Anime News Network. 28. April 2024, abgerufen am 24. Januar 2025 (amerikanisches Englisch).
68. 1 2 3  Leo Chu: Industries of Purity: Horses, Idols, and Affective Economy in Uma Musume Pretty Derby. In: Johns Hopkins University Press (Hrsg.): Configurations. Band 31, Nr. 2. Baltimore, Maryland 2023, S. 133–158, 138, doi:10.1353/con.2023.a899691.
69. ↑  Rafael Antonio Pineda: Konami Sues Cygames Over Uma Musume Pretty Derby Game. In: Anime News Network. 17. Mai 2023, abgerufen am 25. Januar 2025 (amerikanisches Englisch).
70. ↑  Craig Chapple: Record-Breaking Eight Mobile Games Surpass $1 Billion in Global Player Spending During 2021. In: Sensor Tower. Dezember 2021, abgerufen am 24. Januar 2025 (amerikanisches Englisch).
71. ↑  Crystalyn Hodgkins: Sensor Tower: Uma Musume Pretty Derby Game Tops US$2 Billion. In: Anime News Network. 15. April 2023, abgerufen am 24. Januar 2025 (amerikanisches Englisch).
72. ↑  The Amazing Power of Uma-musume Money Made Free Live World Cup Soccer Broadcasts Possible. In: Friday Digital. 18. Mai 2022, abgerufen am 24. Januar 2025 (englisch).
73. ↑  Kim Morrissy: Uma Musume Takes Crown For Google Play Best of 2021. In: Anime News Network. 1. Dezember 2021, abgerufen am 25. Januar 2025 (amerikanisches Englisch).
74. ↑  Egan Loo: Kensho Ono, Megumi Ogata Win 16th Annual Seiyū Awards. In: Anime News Network. 5. März 2022, abgerufen am 24. Januar 2025 (amerikanisches Englisch).
75. ↑  Lynzee Loveridge: Kaiju No. 8, Oshi no Ko Win Next Manga Awards Web, Print Categories. In: Anime News Network. 24. August 2021, abgerufen am 24. Januar 2025 (amerikanisches Englisch).
76. ↑  Nico Lang: »Uma Musume« bricht Blu-ray-Verkaufsrekord in Japan. In: Anime2you.de. 1. Juni 2021, abgerufen am 24. Januar 2025.
77. ↑  【オリコン年間映像ランキング2021】嵐のライブ映像作品が歴代1位記録を自己更新　『鬼滅の刃』無限列車編がDVD＆BDともに首位. In: Oricon. 22. Dezember 2021, abgerufen am 24. Januar 2025 (japanisch).
78. ↑  Michael Basile: The New Best-Selling TV Anime. In: Anime News Network. 11. März 2022, abgerufen am 24. Januar 2025 (amerikanisches Englisch).
79. ↑  Adriana Hazra: 27th Detective Conan Film Stays at #1, Uma Musume Pretty Derby: Road to the Top Opens at #6. In: Anime News Network. 16. Mai 2024, abgerufen am 24. Januar 2025 (amerikanisches Englisch).
80. ↑  Rafael Antonio Pineda: Uma Musume: Beginning of a New Era Film Opens at #2. In: Anime News Network. 28. Mai 2024, abgerufen am 24. Januar 2025 (amerikanisches Englisch).
81. ↑  ウマ娘効果で競馬界は“潤った”のか？　競馬界の重鎮から称賛の声も. In: Cyzo.com. 15. April 2022, abgerufen am 24. Januar 2025 (japanisch).
82. ↑  Toruya Inae: 「ウマ娘 プリティーダービー」が優秀賞を受賞。“デジタル・コンテンツ・オブ・ジ・イヤー'21／第27回AMDアワード”発表. In: 4gamer.net. 15. März 2022, abgerufen am 25. Januar 2025 (japanisch).
83. ↑  Kim Morrissy: Japan's Self-Defense Force Band Performs Uma Musume Songs at Tokyo Racecourse. In: Anime News Network. 25. Mai 2023, abgerufen am 24. Januar 2025 (amerikanisches Englisch).